# Lilith - La dea dell'amore
Lilith - La dea dell'amore (Lilith) è un film del 1964 diretto da Robert Rossen.

## Trama
Ambientato in un istituto psichiatrico privato, il Chestnut Lodge a Rockville, nel Maryland, il film racconta di un tirocinante terapista, ex soldato problematico di nome Vincent Bruce, affascinato dalla seducente artistica e schizofrenica paziente Lilith Arthur. Lilith gli ricorda sua madre, che era mentalmente disturbata e si è tolta la vita. Vincent riesce ad aiutare Lilith a uscire dall'isolamento e a lasciare i locali dell'istituto per un giorno in campagna e in seguito la accompagna in escursioni in cui è sola con lui. Lei tenta di sedurlo e alla fine Bruce dice a Lilith di essere innamorato di lei. Durante un'escursione a un carnevale la vede comportarsi in modo inappropriato nei confronti di un ragazzino. Dopo l'escursione dormono insieme e iniziano a incontrarsi regolarmente. Diventando sempre più geloso, Vincent segue Lilith ai suoi incontri con la signora Meaghan, una paziente anziana, con la quale ha una relazione. Quando Stephen Evshevsky, un paziente innamorato di Lilith, le fa un regalo, Vincent glielo restituisce, suggerendo che Lilith lo ha rifiutato. L'instabile Stephen si suicida. Vincent cerca di convincere Lilith che avevano cospirato per spingere Stephen al suicidio, ma lei lo respinge. Lilith rivive i ricordi del suicidio di suo fratello, che lei sottintende essere dovuto al suo tentativo di iniziare una relazione incestuosa con lui. Più tardi, si scatena in una furia distruttiva nella sua stanza e finisce in uno stato catatonico. Vincent, distrutto, si avvicina ai suoi superiori e chiede loro di aiutarlo.